# Оренки
Оренки — деревня в Ильинском городском округе Пермского края России.

## История
Известна с 1803 года. До марта 2019 года входила в состав ныне упразднённого Васильевское сельского поселения Ильинского района.

## География
Деревня находится в центральной части края, в пределах северо-восточной части Русской равнины, на левом берегу реки Полуденной, на расстоянии приблизительно 25 километров (по прямой) к юго-востоку от посёлка Ильинского, административного центра округа. Абсолютная высота — 132 метра над уровнем моря.
Климат
Климат характеризуется как умеренно континентальный, с морозной продолжительной зимой и коротким тёплым летом. Средняя многолетняя температура самого холодного месяца (января) составляет −15,3 — −14,7 °С, температура самого тёплого (июля) — 17,4 — 18,2 °С. Среднегодовое количество осадков — 553 мм. Снежный покров держится в течение 170—190 дней.

## Население
| 2010 |
| ---- |
| 3    |

Половой состав
По данным Всероссийской переписи населения 2010 года в половой структуре населения мужчины составляли 66,7 %, женщины — соответственно 33,3 %.
Национальный состав
Согласно результатам переписи 2002 года в деревне проживал один житель русской национальности.